# Josef Zisyadis
Josef Zisyadis, né le 17 avril 1956 à Istanbul (originaire de Lausanne), est un homme politique gréco-suisse.
Il est membre du Parti ouvrier et populaire (POP). Il siège au comité central du Parti suisse du Travail (PST) de 1983-2003 puis au Bureau politique de 1987-2003.
Pasteur protestant au sein de la Mission populaire évangélique de France à Paris jusqu'en 1983, il est secrétaire du POP de 1983 à 2008 (avec quelques interruptions). Il est également secrétaire national du PST en 1994-1995. Depuis 2009, il participe à La Gauche / Alternative Linke / La Sinistra, comme nouvelle formation politique alternative suisse.

## Biographie
Fils de Romilos Zisyadis, horloger orthodoxe grec, et de Sol Behar, juive séfarade d'Istanbul, Josef Zisyadis naît à Istanbul le 17 avril 1956. Il a un frère cadet, Abraham, né en 1959, futur journaliste à la Télévision suisse romande.
La famille déménage en Grèce en 1958 à la suite du pogrom d'Istanbul en 1955. Elle vit dans le quartier de Paleó Fáliro jusqu'en 1962, date à laquelle elle s'expatrie pour Lausanne.
Après sa maturité de type A (latin-grec) au gymnase de la Cité, il fait des études de théologie à l'Université de Lausanne. Il soutient son mémoire de licence, portant sur les rapports entre christianisme et marxisme, de nombreuses années plus tard, en juillet 1996,,.
Il est père de quatre enfants.

## Parcours politique
Il adhère au Parti ouvrier et populaire (POP) en 1973, à l'âge de 16 ans.
Josef Zisyadis siège au Conseil communal de Lausanne de 1989 à 1991 puis au Grand Conseil vaudois de 1990 à 1996. Il y est réélu en 1998 et en 2007 (démission en 2007). De 1996 à 1998, il est conseiller d'État du canton de Vaud (chef du Département de Justice, de Police et des Affaires militaires). De 1999 à 2002, il est constituant à l'Assemblée constituante vaudoise et membre de son Comité.
Au niveau fédéral, il est conseiller national de 1991 à 1996 (remplacé par Christiane Jaquet-Berger), puis de 1999 à 2011 (réélections en 2003 et 2007). Il y dépose de nombreuses interventions. Lors de sa première législature, il n'est membre d'aucun groupe parlementaire et donc d'aucune commission ; lors de la suivante, il rejoint le groupe socialiste et peut siéger à la Commission des finances (CdF). Lors de son dernier mandat, après avoir rejoint le groupe des Verts,, il siège au sein de la Commission de l'économie et des redevances (CER) et de la Commission des institutions politiques (CIP) à partir de décembre 2007. Il copréside le groupe parlementaire Suisse-Grèce de 2003 à 2011 et celui du Goût de 2007 à 2011 ; il préside par ailleurs de 2010 à 2011 le groupe parlementaire d'amitié pour un processus de paix au Pays basque.
En 2006, il s'établit dans le canton d'Obwald afin de dénoncer l'impôt dégressif et la sous-enchère fiscale pratiquée par ce canton. En 2007, le Tribunal fédéral juge irrecevable le recours personnel de Josef Zisyadis, mais accepte le recours déposé avec lui par trois citoyens d'Obwald. Dès lors, l'impôt dégressif est reconnu comme anti-constitutionnel en Suisse.
Grâce à son militantisme, il est parvenu à redresser le POP qui avait connu des temps difficiles dans les années 1980. Dès l'automne 2003, il est élu comme Conseiller national sous la bannière À gauche toute ! qui réunit le PST/POP et solidaritéS, deux formations politiques situées à la gauche du Parti socialiste et des Verts. En 2008, il quitte le Parti suisse du Travail au niveau national et rejoint La Gauche.
Josef Zisyadis a participé à plusieurs opérations pour casser le blocus de la bande de Gaza avant et après l'invasion israélienne de décembre 2008.
Il démissionne du POP en juin 2013, déclarant ne plus le reconnaître.

## Autres mandats et activités
Sur le plan associatif, Josef Zisyadis est président de Slow Food Suisse, puis coprésident pour son troisième mandat avec Irène Kälin jusqu'en 2021. Cofondateur de la Semaine suisse du Goût, qui a lieu depuis 2001, en septembre dans les écoles, les restaurants, chez les producteurs. Il en est le directeur depuis 2015, pour la Fondation pour la promotion du Goût. Il a créé « Les Jardins d'Ouchy », projet d'agriculture contractuelle de proximité dans le quartier sous-gare de Lausanne. Depuis 2011, il dirige le projet Terre de l’Apocalypse Patoinos, domaine agro-écologique de l'île de Patmos (Grèce).